# Horloge astronomique de Prague
 (octobre 2014).
Si vous disposez d'ouvrages ou d'articles de référence ou si vous connaissez des sites web de qualité traitant du thème abordé ici, merci de compléter l'article en donnant les références utiles à sa vérifiabilité et en les liant à la section « Notes et références ».
L'horloge astronomique de Prague (en tchèque Pražský orloj) est une horloge astronomique médiévale qui se trouve à Prague, capitale de la Tchéquie, sur la place de la Vieille-Ville. L'horloge est située sur le mur sud de l'hôtel de ville. Le monument a un fort attrait touristique : dès que sonnent les heures, des centaines de personnes se pressent à ses pieds pour l'observer s'animer et la photographier.

## Histoire

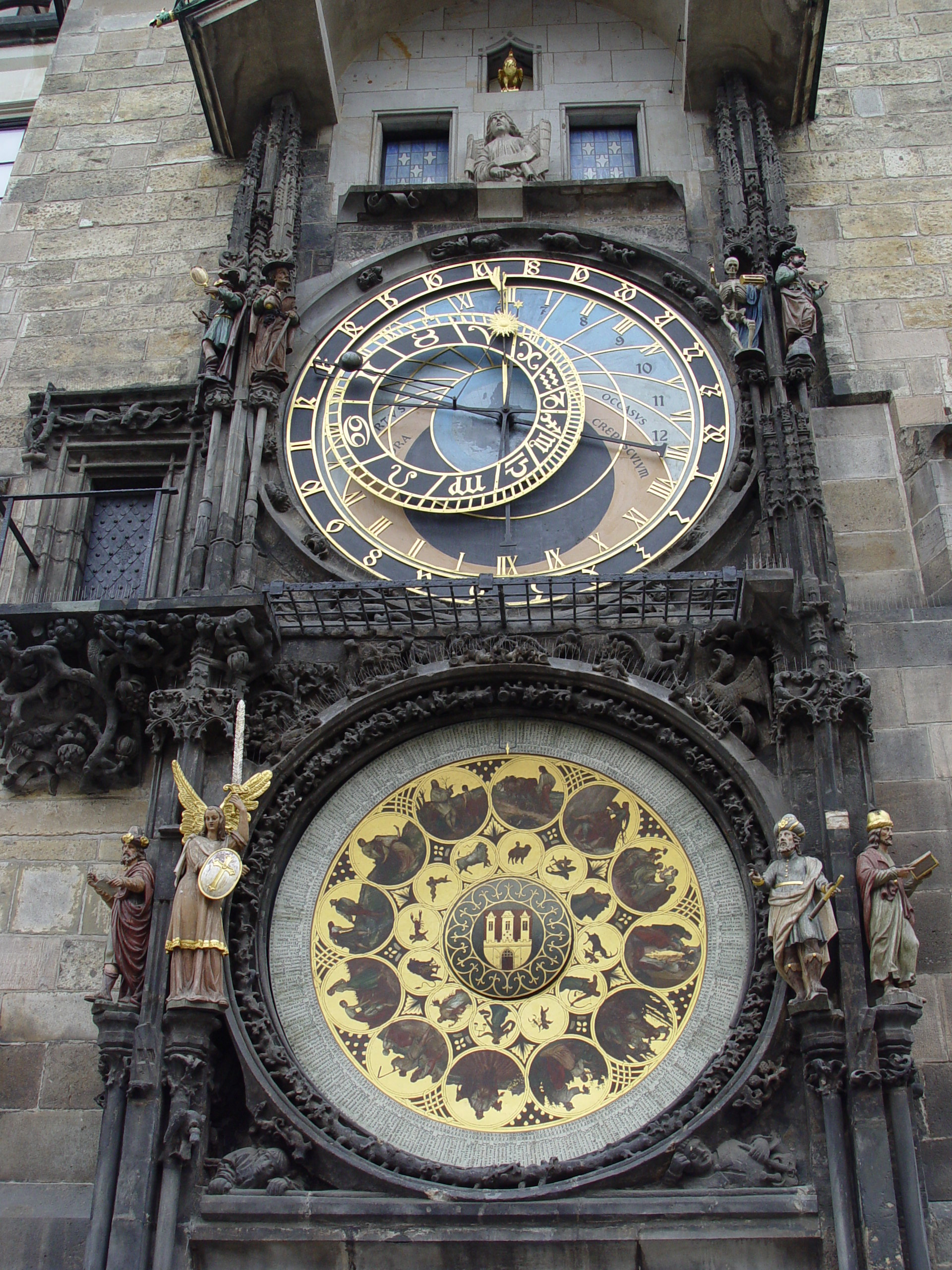
L'horloge astronomique de Prague.

L'horloge aurait été construite par le maître horloger Hanus  le 9 octobre 1410. La légende veut que l’on ait crevé les yeux à l’horloger Hanus, pour l’empêcher de reproduire son chef-d’œuvre ailleurs.
L'horloge s’anime toutes les heures jusqu'à 21 heures : les Douze Apôtres défilent au-dessus du cadran du haut, servant à lire l’heure (c’est un cadran 24 heures) et la position de la Lune et du Soleil tandis que le cadran du bas affiche le Saint du jour ainsi que les signes astrologiques. Prague dépendait alors de l'université de Louvain et de ce fait une autre horloge  lui ressemble beaucoup, mais sans les automates, en la cathédrale de Saint-Omer.
Cette horloge a été réparée plusieurs fois depuis sa création au XIVe siècle : dès la première année de sa mise en service, elle s'arrêta. Bien que de nombreux maîtres horlogers aient tenté de la remettre en route il fallut attendre 60 ans pour voir ses aiguilles à nouveau avancer sur le cadran. Les gens pensaient que l'horloge était maudite et qu'elle ne voulait pas être réparée, notamment à cause de ce que l'on avait fait à son créateur qui d'ailleurs, toujours d'après la croyance populaire lui avait lui même jeté un sort avant de se suicider au sein de son œuvre par vengeance envers les habitants de Prague. Malédiction qui allait alors s'abattre sur Prague avec l'apparition de la peste. La légende raconte aussi que cette horloge peut prédire l'avenir à condition de sacrifier sa vie. Après avoir été brûlée par les Allemands dans leur fuite, en 1945 elle fut entièrement restaurée en 1948. Elle a été de nouveau réparée en 1994 et en 2006.
Elle est décorée dans sa partie haute par quatre allégories représentant de gauche à droite :
- la vanité, avec son miroir ;
- l’avarice, un commerçant avec sa bourse ;
- la mort, un squelette qui appelle avec une clochette ;
- la convoitise (ou envie) un prince turc, avec sa mandoline.

## Cadran astronomique
Le cadran astronomique a la forme d'un astrolabe planisphérique. Son fond, fixe, représente la Terre et le ciel. Sur ce fond se déplacent quatre mobiles principaux : le cercle zodiacal, un cercle oscillant externe, un modèle réduit de Soleil (aligné avec une main dorée) et un modèle réduit de Lune.
Les fonctions principales de ce mécanisme qui place la Terre au centre de l'Univers sont d'indiquer différents types d'heures et de visualiser les positions du Soleil et de la Lune dans le ciel, autour de notre planète. Ainsi l'aiguille portant un soleil indique en fait trois temps différents. Le cercle extérieur, divisé par des chiffres arabes gothiques médiévaux, donne le temps en heures italiennes, selon le mode de l'ancienne Bohême. Le cadran aux chiffres romains permet de lire l'heure locale. Sur ce cadran central, des arcs gradués en chiffres arabes classiques permettent de lire les heures inégales ou temporaires.

### Fond fixe

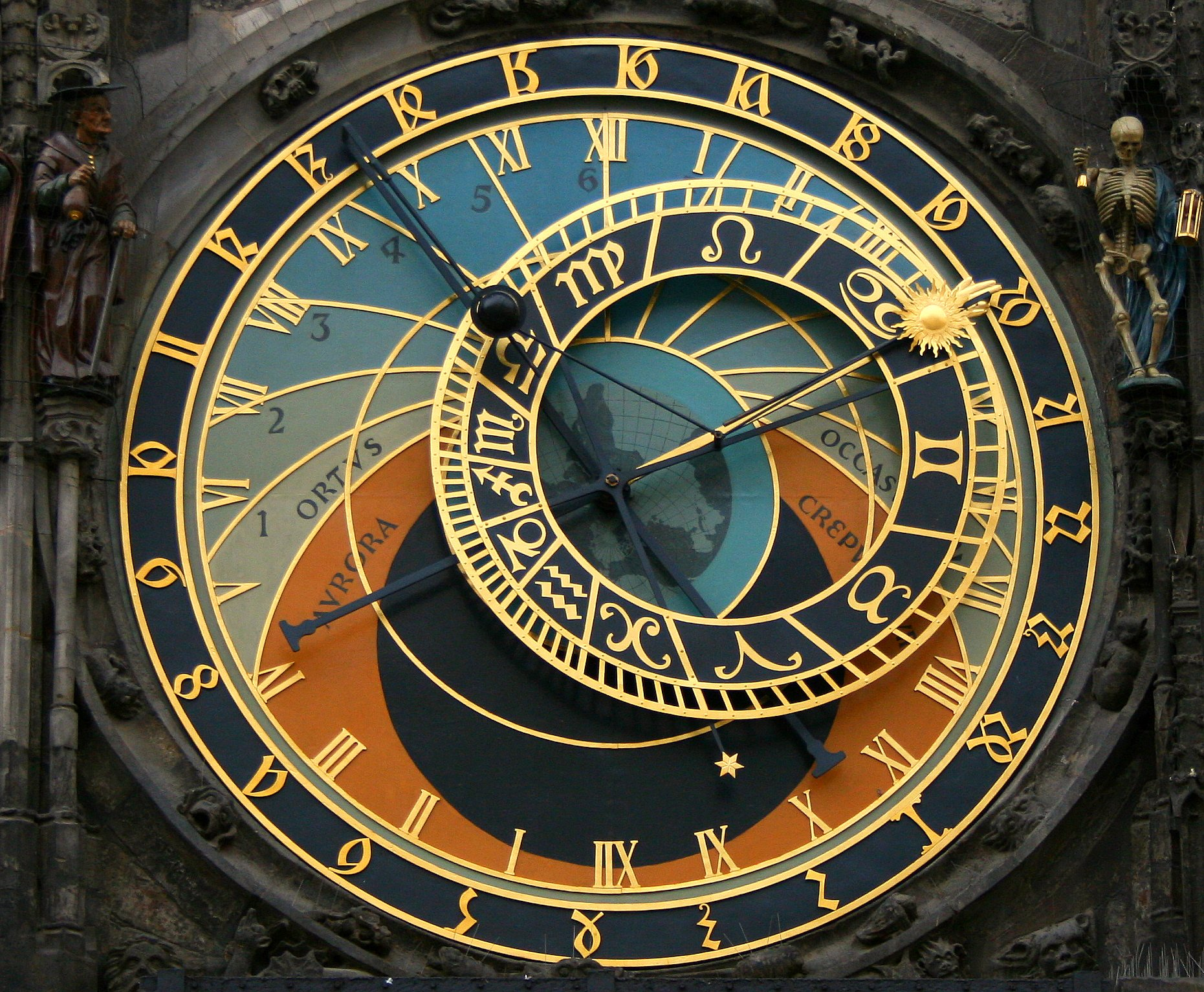
Détail du fond fixe dont la partie bleue représente les heures diurnes. À droite statue symbolisant la Mort, à gauche lAvarice dont la représentation s'inspire du stéréotype médiéval de l'usurier juif.

Le fond représente la Terre et l'éclairement du Soleil : la Terre correspond au rond bleu central, alors que la partie haute en bleu indique la portion du ciel visible au-dessus de l'horizon. La partie basse en noir est la portion du ciel non visible (sous l'horizon) alors que les parties orange à gauche et à droite sont les parties intermédiaires. Ainsi pendant la journée, le Soleil se situe dans la partie bleue, pendant la nuit dans la partie noire. À l'aube on le retrouve dans la partie orange de gauche, au crépuscule dans la partie orange de droite. Les inscriptions latines sur le fond précisent ces instants : à gauche sont écrits les mots aurora et ortus (aurore et lever), à droite occasus et crepusculum (coucher et crépuscule).
Entre les deux parties orange, la partie supérieure du fond (le jour) est divisée par treize lignes joignant le cercle intérieur au cercle extérieur, formant ainsi douze parties correspondant aux heures temporelles, équivalant chacune à 1/12 de la durée du jour (numérotées en chiffres arabes noirs). Le Soleil parcourt plus vite ces heures en hiver qu'en été, les jours y étant plus courts.
Des chiffres romains parcourent la circonférence du fond fixe pour mesurer l'heure locale de Prague, ou Heure normale d'Europe centrale. Le XII du haut correspond à midi, le XII du bas à minuit.
Enfin, trois cercles dorés concentriques représentent les tropiques et l'équateur : le cercle interne, délimitant la Terre, est le tropique du Capricorne, le cercle médian est l'équateur et le cercle externe le tropique du Cancer. Au solstice d'hiver, le Soleil au plus haut est sur le tropique du Capricorne, aux équinoxes il est sur l'équateur et au solstice d'été il est sur le tropique du Cancer. On retrouve ainsi la définition des tropiques.

### Cercle zodiacal

Représentation du fonctionnement de l'horloge astronomique.

Au milieu de l'horloge tourne un cercle où sont dessinés les signes du zodiaque qui indiquent la position du Soleil sur l'écliptique. Notons qu'à cause de la précession des équinoxes, les signes indiquent désormais seulement dans quel signe astrologique du zodiaque nous nous trouvons.
Le déplacement du cercle zodiacal résulte de la projection stéréographique du plan de l'écliptique à partir du pôle Nord. Cette projection est commune aux horloges astronomiques de la période.
Le cercle zodiacal est divisé sur sa partie externe en 72 parties, correspondant chacune à environ 5 jours. On retrouve les trois décans par signe (6×5 jours).
À ce cercle est reliée de manière fixe une petite étoile dorée (dans le prolongement de la séparation entre les signes du Poisson et du Bélier, et correspondant au 21 mars) : elle représente la position du point vernal par rapport au Soleil à la date considérée. Le temps sidéral peut être lu sur l'échelle de temps avec des chiffres romains dorés. Ce temps sidéral dérive de quatre minutes par jour par rapport au temps local.

### Cercle extérieur

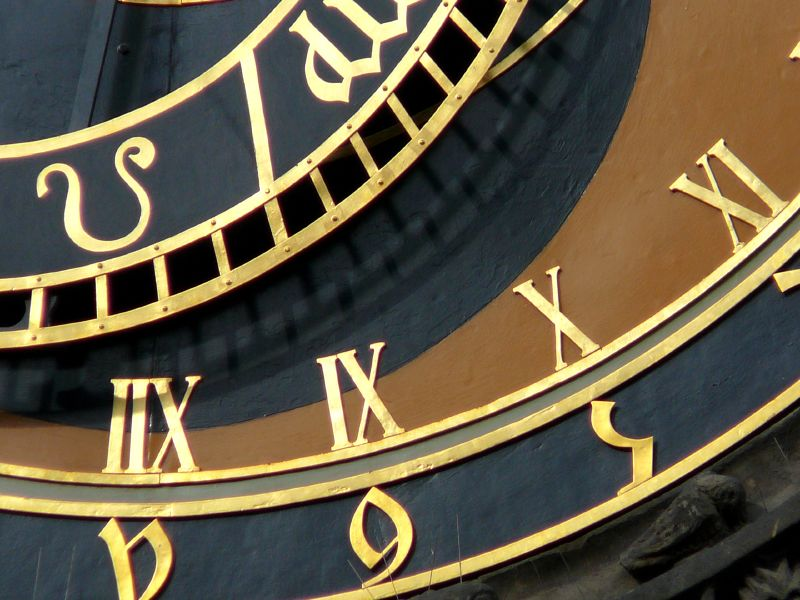
Détail du cercle extérieur portant des chiffres arabes médiévaux et des chiffres romains. Sur le cercle excentré sont indiqués les signes du zodiaque.

Le cercle extérieur présente des nombres gothiques dorés sur un fond noir. Ces nombres indiquent l'heure selon l'ancien temps tchèque (ou heures italiennes) : c'est le nombre d'heures écoulées depuis le coucher du soleil plus une demi-heure. Le cercle est mobile pour prendre en compte l'évolution de l'heure de coucher du Soleil dans l'année.

### Le Soleil
Le Soleil doré suit le cercle zodiacal, illustrant ainsi le signe (astrologique) du zodiaque dans lequel nous sommes. Le Soleil reste aligné avec une main dorée qui permet de lire les heures du cadran extérieur.

### La Lune

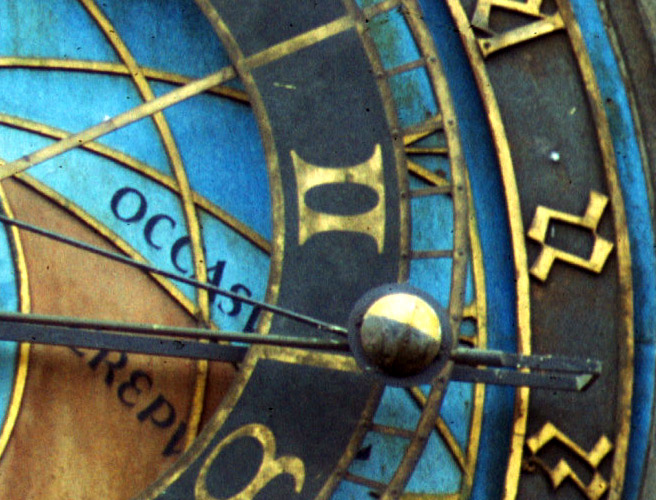
Indication lunaire.

Le mouvement de la Lune est semblable à celui du Soleil, bien qu'il soit plus rapide. La sphère est argentée sur sa moitié seulement, en tournant elle indique la phase lunaire.

### Que peut-on alors lire sur l'horloge?
En résumé, sur l'horloge, on peut lire :
1. L'heure locale, désignée par la main dorée sur les chiffres romains ;
2. L'heure en douzièmes de jour, désignée par la position du Soleil sur les courbes dorées ;
3. L'heure en anciennes heures tchèques, désignée par la main dorée sur les chiffres gothiques ;
4. La position du Soleil dans le ciel ;
5. La position de la Lune dans le ciel ;
6. La phase lunaire ;
7. Le signe astrologique zodiacal dans lequel on est (ainsi que le décan) ;
8. Le temps sidéral, indiqué par la petite étoile dorée.

## Animation

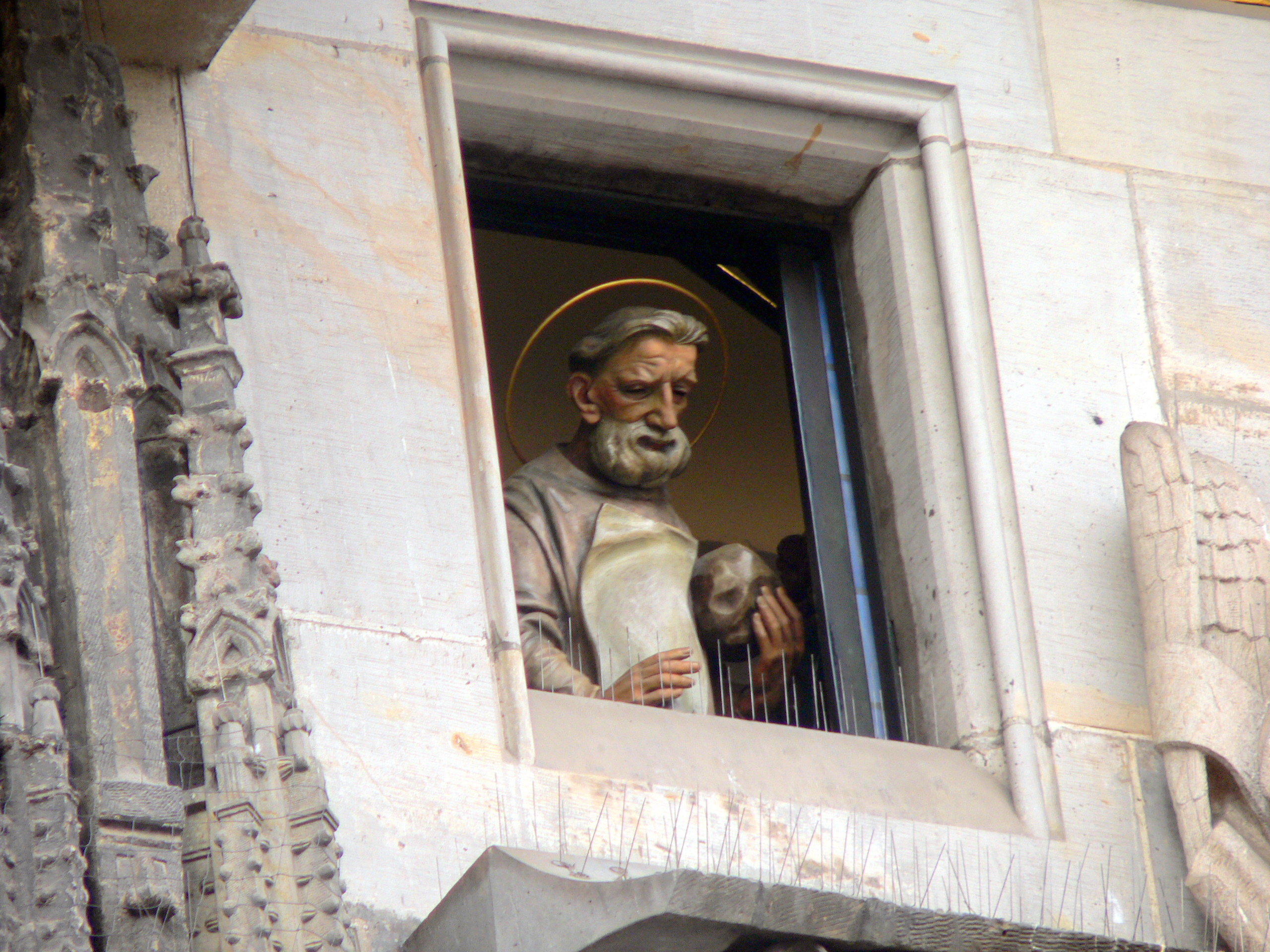
Les Apôtres ont été sculptés par Vojtĕch Sucharda après que les précédents eurent brûlé en 1945.

À chaque heure jusqu'à 23 h 00, le squelette brandit un sablier et tire sur une corde. Puis deux fenêtres s'ouvrent et, les douze apôtres défilent lentement, précédés de Saint Pierre d'une fenêtre à l'autre. Pendant ce temps les quatre automates placés à côté du cadran astrolabique s'animent : la Mort, un Turc, la Vanité, l'Avarice tandis que la clochette du Campanile se met à sonner.
- La Mort tire sur la corde qu'il serre dans sa main droite pour sonner le glas et brandit puis inverse le sablier qu'il tient dans la main gauche
- le Turc secoue la tête pour montrer qu'il guette toujours,
- l'homme vaniteux se contemple dans un miroir,
- l'avare montre sa bourse.

Lorsque les fenêtres se referment, un coq ajouté en 1882, tout en haut, sort de sa fenêtre et annonce la mort prochaine.
Dans la partie basse, on trouve quatre autres personnages, dont un ange avec une épée.

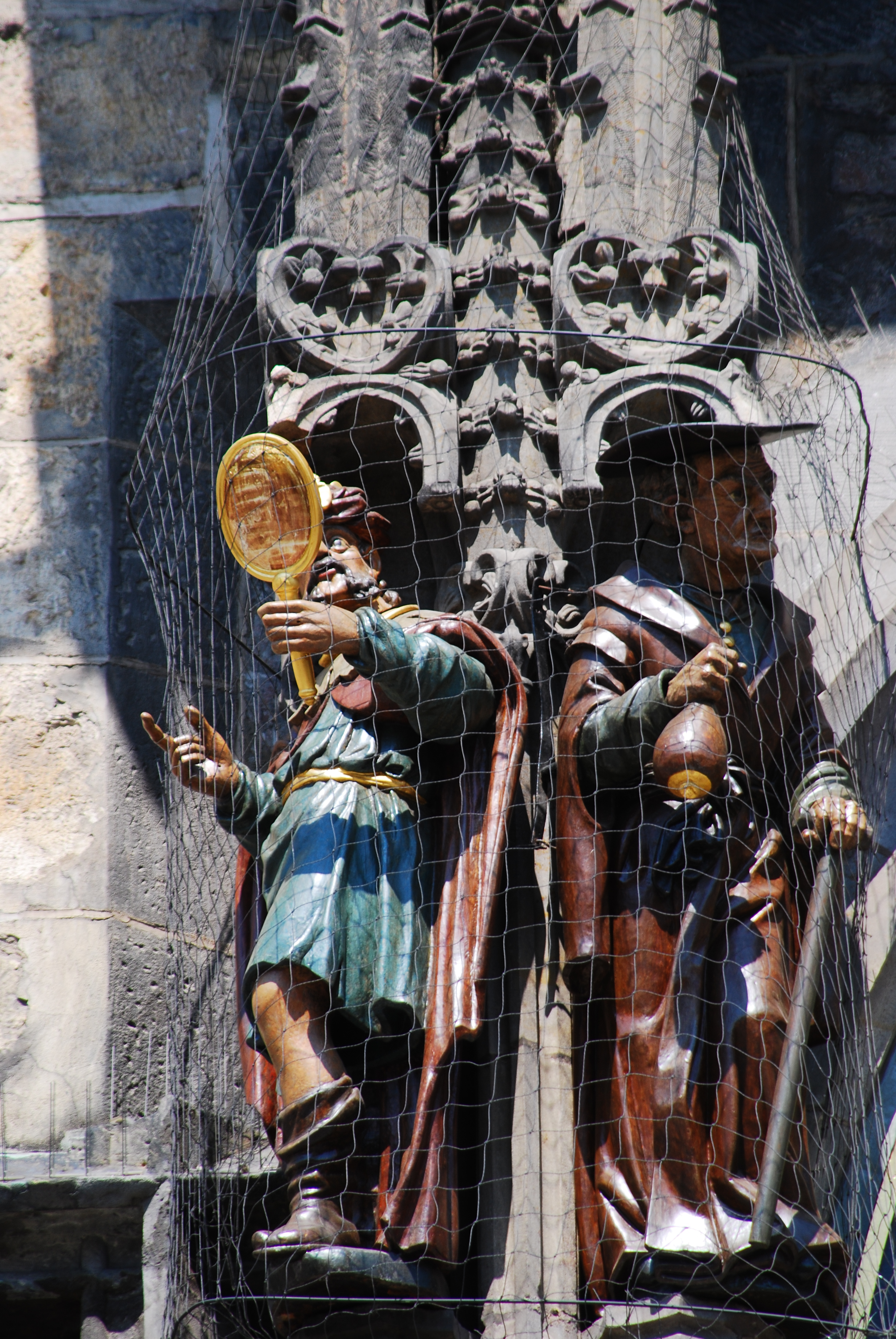
La vanité et l'avarice
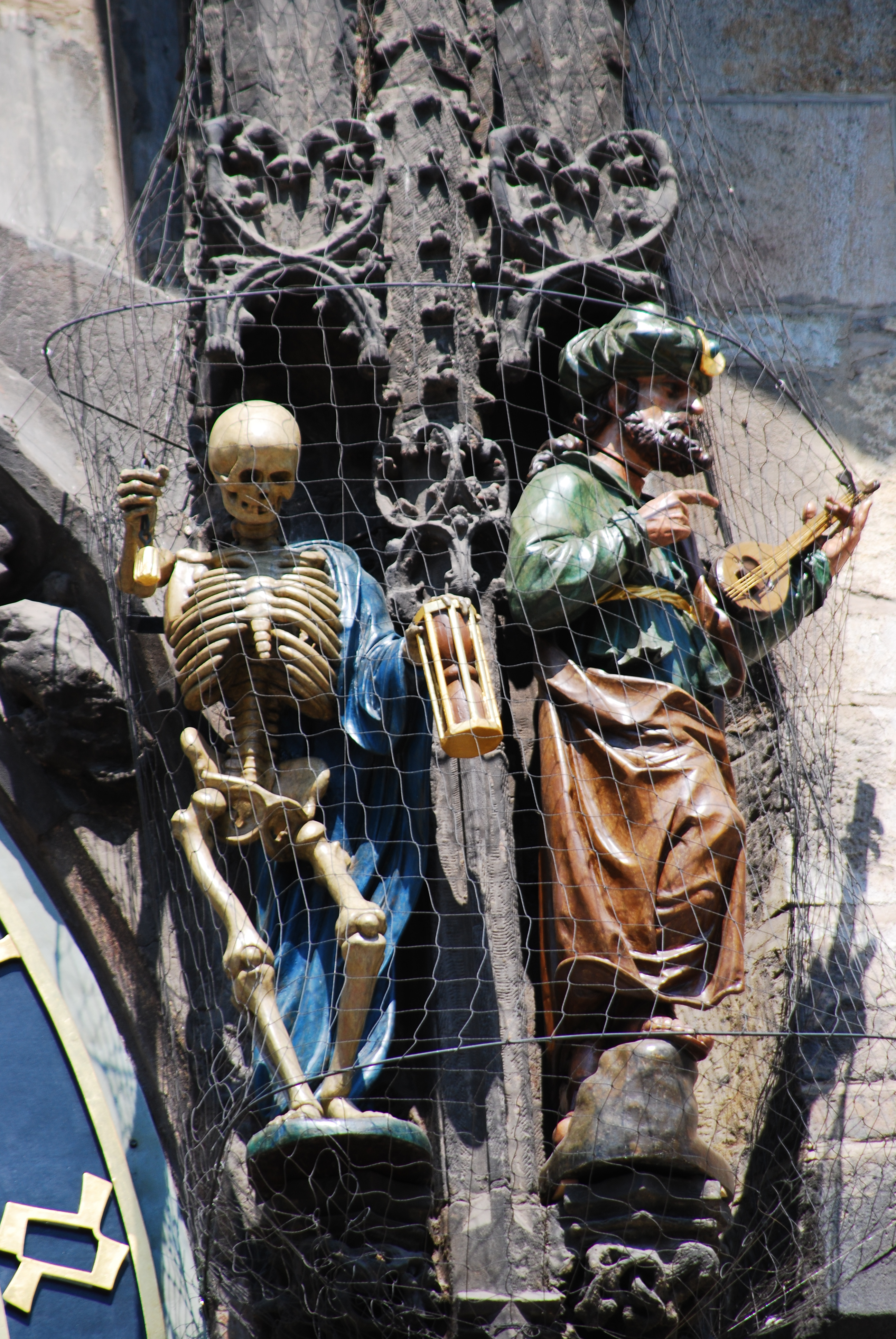
La Mort et le Turc

## Calendrier
Réalisé en 1886, le calendrier est l'œuvre du peintre Josef Mánes. Le centre figure les armoiries de la Vieille Ville de Prague et le cercle intérieur représente les signes du zodiaque. Sur le cercle suivant des scènes de la vie paysanne en Bohême symbolisent les mois de l'année. L'extérieur indique les jours de l'année.
|  |  |

## Divers
Une autre horloge astronomique se trouve à Olomouc en Moravie sur la face Nord de l'Hôtel de Ville.